# Never Stop (Echo & the Bunnymen)
Never Stop è un singolo del gruppo musicale inglese Echo & the Bunnymen, pubblicato l'8 luglio 1983.
Raggiunse il numero quindici della classifica classifica britannica nello stesso mese. La title track del 12 pollici è una versione remixata intitolata Never Stop (Discotheque) ed è più lunga di un minuto e quattordici secondi.
Il lato B del singolo da 7 pollici è Heads Will Roll e quello del 12 pollici è una versione estesa nominata Heads Will Roll (Summer Version) e The Original Cutter. Mentre Hugh Jones produsse il lato A, i lati B vennero prodotti da Ian Broudie con lo pseudonimo di Kingbird.
Principalmente uscito come singolo, Never Stop è apparso anche sul mini-album Echo and the Bunnymen. Successivamente è stato incluso nella versione rimasterizzata del 2003 dell'album Porcupine e in numerose compilation. Never Stop (Discotheque) è stato utilizzato anche nel film The History Boys del 2006 ed è stato incluso nella successiva colonna sonora.

## Tracce
Testi e musiche degli Echo & the Bunnymen.

### 7"
Lato 1
1. Never Stop - 3:31

Lato 2
1. Heads Will Roll - 3:29

### 12"
Lato 1
1. Never Stop (Discotheque) - 4:45

Lato 2
1. Heads Will Roll (Summer Version) - 4:25
2. The Original Cutter - 4:00

## Classifiche
| Classifica (1983) | Posizione massima |
| ----------------- | ----------------- |
| Irlanda           | 8                 |
| Nuova Zelanda     | 49                |
| Regno Unito       | 15                |

## Formazione
- Ian McCulloch - voce, chitarra
- Will Sergeant - chitarra
- Les Pattinson - basso
- Pete de Freitas - batteria

### Produzione
- Hugh Jones - produzione lato 1
- Ian Broudie - produzione lato 2
- David Balfe - missaggio di Never Stop (Discotheque)